# Guarnición de Ejército Córdoba
La Guarnición de Ejército "Córdoba" (Guar Ej Córdoba) es un conjunto de instalaciones del Ejército Argentino ubicadas en el Camino a La Calera (RP E 55) km 9 ½, en las afueras de la Ciudad de Córdoba. La guarnición es el lugar de asiento del Comando de la 2.ª División de Ejército "Ejército del Norte", del Comando de la IV Brigada Aerotransportada, la Jefatura de la Agrupación de Fuerzas de Operaciones Especiales y sus elementos dependientes. Su ubicación la vuelve cercana a la Guarnición Aérea Córdoba de la Fuerza Aérea Argentina (FAA).
Esta guarnición cuenta con el Aeródromo "La Mezquita", donde es lugar de operación de la Aviación de Ejército (AvEj) y/o de la Fuerza Aérea. La AvEj y la FAA llevan a cabo allí ejercicios con la Brigada Aerotransportada.
Se cuentan otros elementos de esta guarnición del Ejército por fuera de las instalaciones del Camino a La Calera, los cuales son el Hospital Militar Córdoba "Cirujano Mayor Dr. Eleodoro Damianovich" y el Liceo Militar General Paz, que están ubicados en la Ciudad de Córdoba.

## Historia
El 2 de abril de 1945 se inauguró el nuevo edificio del Liceo Militar «General Paz». La construcción del cuartel finalizó en 1949.
Entre fines de los años cincuenta e inicios de la década de 1960, la guarnición —conducida por la 4.ª División— fue una de las más inestables del país, presionando al Gobierno nacional.
En 1970, se inauguró la sede del Comando del III Cuerpo de Ejército «Ejército del Norte», que permanece en la Guarnición con el nombre de «2.ª División de Ejército».
El 19 de mayo de 1986 y en ocasión de una visita del presidente Raúl Alfonsín, un miembro de la Policía de la Provincia de Córdoba encontró cargas de trinitrotolueno (TNT) en una alcantarilla donde estaba previsto pasara el automóvil que transportaba al gobernante además de autoridades civiles y militares. Como consecuencia, el comandante del III Cuerpo de Ejército y jefe de la Guarnición, general de división Ignacio Verdura, solicitó el pase a retiro.
En 2010 y en Villa Carlos Paz, la Compañía de Ingenieros Paracaidista 4 inauguró el Cuartel «Santa Leocadia». En una ceremonia formal con la presencia del jefe del Estado Mayor General del Ejército, se descubrió una placa conmemorativa.

## Unidades
| Unidades de la Guar Ej Córdoba                                                   | Abreviatura                 |
| -------------------------------------------------------------------------------- | --------------------------- |
| Comando de la 2.ª División de Ejército «Ejército del Norte»                      | Cdo D Ej 2                  |
| Comando de la IV Brigada Aerotransportada                                        | Cdo Br Aerot IV             |
| Jefatura de la Agrupación de Fuerzas de Operaciones Especiales                   | J Agr FOE                   |
| Regimiento de Infantería Paracaidista 2 «General Balcarce»                       | RI Parac 2                  |
| Regimiento de Infantería Paracaidista 14                                         | RI Parac 14                 |
| Escuadrón de Exploración de Caballería Paracaidista 4                            | Esc Expl C Parac 4          |
| Compañía de Comandos 602                                                         | Ca Cdo(s) 602               |
| Compañía de Apoyo de Lanzamientos Aéreos Paracaidista 4                          | Ca Apy Lan(s) Ae(s) Parac 4 |
| Sección Guías Paracaidistas                                                      | Sec Guias Parac(s)          |
| Grupo de Artillería Paracaidista 4                                               | GA Parac 4                  |
| Compañía de Ingenieros Paracaidista 4                                            | Ca Ing Parac 4              |
| Batallón de Comunicaciones de Despliegue Rápido                                  | B Com DR                    |
| Compañía de Comunicaciones Paracaidista 4 «Teniente Primero José María Severino» | Ca Com Parac 4              |
| Sección de Aviación de Ejército 141                                              | Sec Av Ej 141               |
| Batallón de Inteligencia 141 «General Iribarren»                                 | B Icia 141                  |
| Sección de Inteligencia Paracaidista                                             | Sec Icia Parac              |
| Base de Apoyo Logístico «Córdoba»                                                | BAL Córdoba                 |
| Hospital Militar Regional Córdoba «Cirujano Mayor Dr. Eleodoro Damianovich»      | H Mil Rgn Córdoba           |
| Batallón de Arsenales 604 «Teniente Coronel José María Rojas»                    | B Ars 604                   |